# اريك والاس
اريك والاس (بالإنجليزية: Eric Wallace)‏ هو مقدم تلفزيوني بريطاني، ولد في 16 يوليو 1938، وتوفي في 28 أبريل 2004 بسبب سرطان.